# Conjuració bahiana
La Conjuració Bahiana, també denominada Revolta dels Sastres o Revolta de les Conquilles (Conjuração Baiana, Revolta dos Alfaiates o dos Búzios, en portuguès), va ser un moviment d'emancipació, ocorregut entre 1798 i 1799 a la capitania de Bahia (avui estat de Bahia), al Brasil Colonial.
Diferentment de la Inconfidência Mineira (1789-1792), va ser difosa per la historiografia tradicional com un moviment de caràcter popular en que es defensava la independència de la corona portuguesa i la implantació a Bahia d'un govern republicà, democràtic, amb llibertats plenes i igualtat racial, a més d'establir el lliure comerç i un salari major pels soldats. La revolta va rebre una gran influència dels ideals de la il·lustració, que van guanyar força amb la Revolució Francesa, a més d'alguns processos d'independència en el continent americà, com els dels Estats Units i Haití, juntament amb la Inconfidência Minera.
El moviment va comptar amb la participació d'esclaus i lliberts, a més de professionals humils, com sabaters, brodadors i sastres. La revolta pretenia sorprendre el govern, però va acabar fallant, quan un dels integrants va ser detingut i va confessar els detalls de l'alçament, permetent que l'exèrcit fos mobilitzat per reprimir-lo.
Entre els principals líders del moviment es van destacar els soldats Luís Gonzaga das Virgens i Lucas Dantas i els sastres Manuel Faustino dos Santos Lira i João de Deus Nascimento. Els quatre conjurats eren mestissos i negres, i van acabar sent condemnats a la forca. També va estar involucrat en la conjuració el periodista i cirurgià Cipriano Barata, qui va rebre una pena menor.

## Antecedents

### Context econòmic

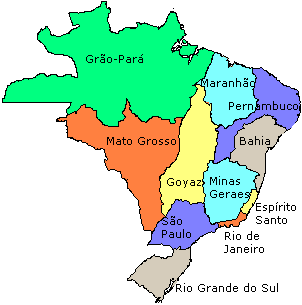
Divisió territorial del Brasil a finals del s..

L'any 1798, tant Portugal com el conjunt d'Europa, passaven per problemes i canvis polítics, que anys més tard resultarien en la fugida de la família reial portuguesa cap al Brasil, escapant de l'exèrcit napoleònic.

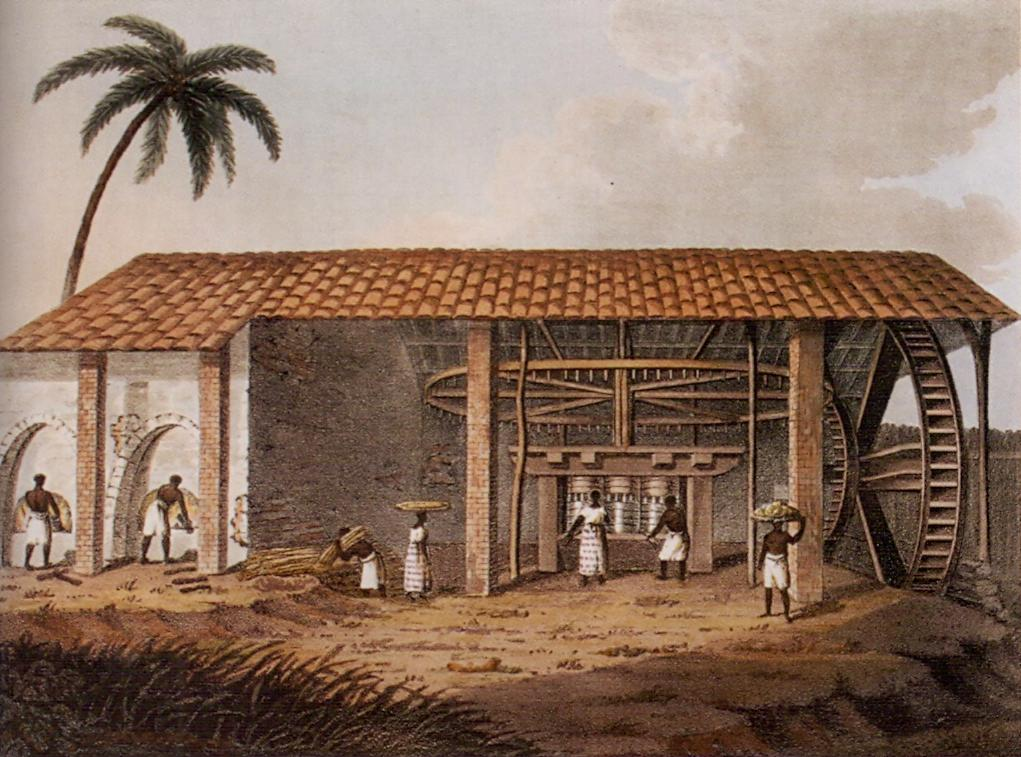
Ingeni sucrer.

La Capitania de Bahia, a causa de diverses guerres i conflictes, durant l'última dècada del segle xviii va viure una etapa de bonança, per l'alça en les exportacions. La producció de canya de sucre en la regió nord-est de la colònia havia entrat en clara decadència a finals del segle xvii, però va tenir una important revifada a finals del xviii. Una de les raons per aquesta recuperació va ser l'eclosió de la Revolució haitiana, que va comprometre significativament la producció de sucre al Carib i va acabar reobrint el mercat brasiler cap a Europa.
Un altre producte cultivat a Bahia era el tabac, que servia com a moneda de canvi en el tràfic d'esclaus realitzat pel món (comerç triangular). El tabac, però, també era intercanviat per productes manufacturats d'altres països europeus, el que violava el pacte colonial, que només permetia la compra de bens produïts a la metròpoli.
La corona portuguesa va obligar els terratinents a dedicar una part de les terres al cultiu de determinats aliments, per evitar la manca d'avituallaments i la fam. Aquests van incomplir la nova llei, dedicant-se en exclusivitat a les plantacions més beneficioses (canya i tabac). Això va provocar, per exemple, un considerable augment dels preus de la mandioca, generant una crisi de proveïment a una població que tenia en la farina de mandioca un dels seus principals components nutricionals. Davant la falta d'aliments, el poble va arribar a assaltar carnisseries i altres establiments.
L'augment de la població esclava per atendre la nova demanda de sucre, la fam generalitzada, l'enriquiment progressiu de les elits productores i el ferri control des de Lisboa, més l'arribada a Amèrica del Sud de les idees radicals de la Revolució Francesa, van dur al desbordament de les tensions socials a Bahia. Es van produir diversos disturbis, com el saqueig de magatzems i, fins i tot, l'incendi del Pelourinho; fets que s'anaren expandint per la regió.

### Context polític
La població de Bahia, sota el govern de Fernando José de Portugal e Castro, es trobava en un nivell molt gran d'insatisfacció. Aquest escenari va començar alguns anys abans, quan va decidir-se que Salvador deixaria de ser la capital, en favor de Rio de Janeiro (1763). Amb Bahia allunyada del centre de poder, els recursos van reduir-se, el que va provocar dificultats administratives.
L'exemple de la independència de les Tretze Colònies Angleses, els ideals de la il·lustració, el republicanisme i l'afany emancipador també van ser difoses per una part de l'elit burgesa, reunida en associacions com la maçònica Cavaleiros da Luz. El clima d'insubordinació també va contaminar les casernes, i les idees independentistes van ser àmpliament divulgades, trobant eco sobretot en les classes més humils.

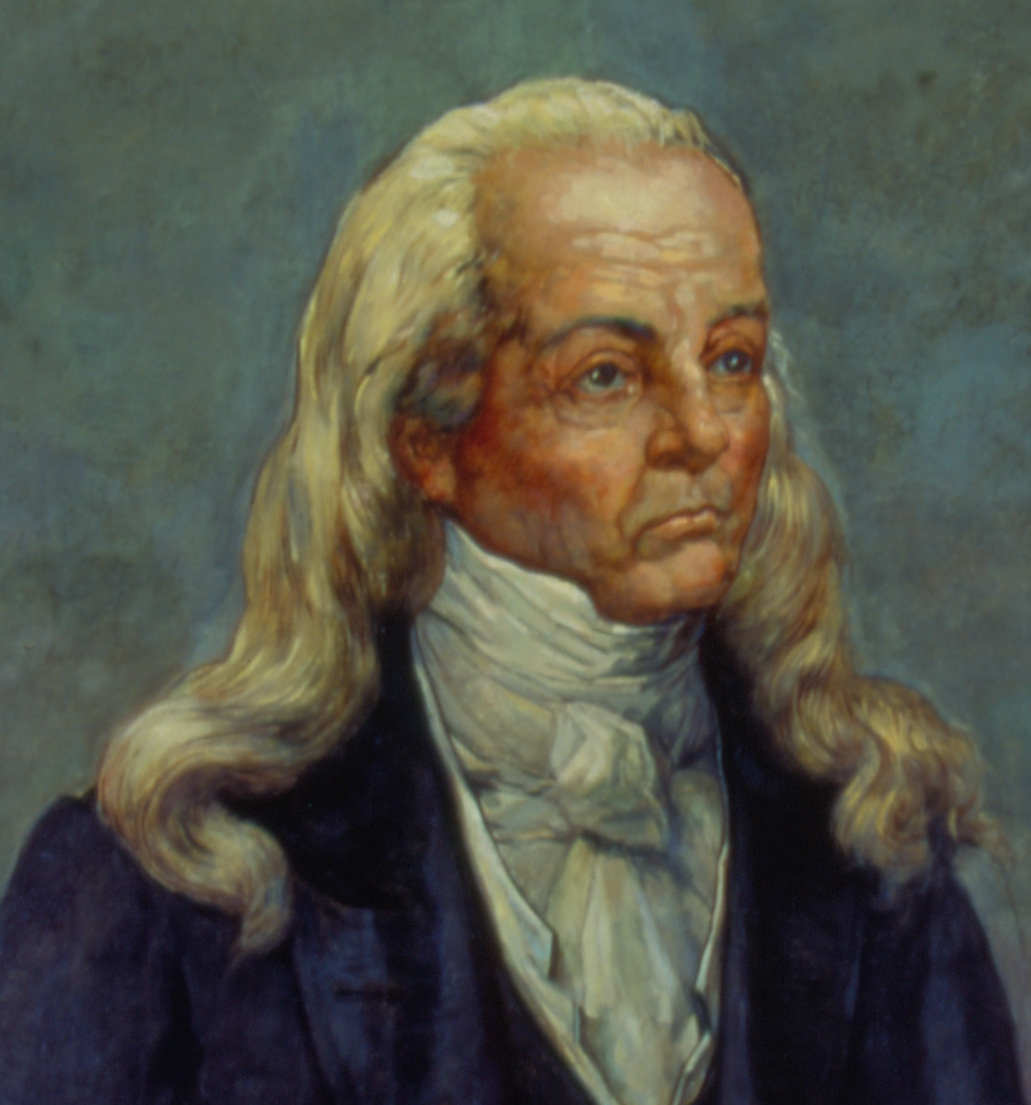
Cipriano Barata.

Un dels principals líders ideològics de la Conjuració va ser Cipriano Barata (1762-1838), cirurgià conegut com "el metge dels pobres" i el "revolucionari de totes les revolucions". Va rebre una gran influència de la societat maçònica i del procés d'independència d'Haití. Les seves idees eren divulgades pels escrits del soldat Luiz Gonzaga das Virgens i en pamflets del propi Barata. Més tard participaria d'altres revoltes antiimperialistes, com la Revolució Pernambucana (1817) i la Confederació de l'Equador (1824).

## La revolta frustrada
Animeu-vos, poble bahià, que està per arribar el temps feliç de la nostra Llibertat: el temps en què tots serem germans, el temps en què tots serem iguals. 
Els textos cridant a l'emancipació eren repartits als vianants o fixats en cartells en punts cèntrics de la ciutat, molt concorreguts, com ara esglésies i places. Arengaven a la població per formar part d'una revolució que atendria les demandes del poble, separant Bahia del domini de Portugal. Els 6 punts principals de la conjuració eren l'abolició de l'esclavitud, la proclamació de la República, una disminució dels impostos, l'obertura dels ports al comerç internacional, la fi del prejudici racial i un augment salarial pels soldats.
Els insurgents s'identificaven portant collars i polseres fetes amb conquilles, per aquest motiu aquests fets també es coneixen al Brasil com Revolta dos Búzios.
El 12 d'agost de 1798, el moviment va ser descobert per les autoritats quan alguns dels seus membres van ser detinguts per la policia mentre distribuïen aquests pamflets. Aquell mateix dia, el governador Portugal e Castro va ordenar l'obertura d'una investigació per descobrir els responsables, tasca comandada per José Pires de Carvalho e Albuquerque. Tal com va passar amb els Inconfidents a Minas Gerais, els detinguts van acabar delatant la resta d'involucrats durant l'interrogatori. També va ser feta una avaluació dels documents i els perits van dictaminar que la grafia i redacció concordaven amb la de l'alferes Domingos da Silva Lisboa, que va ser empresonat.
El dia 20 d'agost, van ser entregades dues cartes a l'Església del Carmo, signades per "anònims republicans". Els documents cridaven a un alçament popular immediat que enarboraria «la bandera de la igualtat, llibertat i fraternitat popular». Per dissuadir la ciutadania, Carvalho e Albuquerque va donar inici a un llarg període repressiu, on centenars de persones van ser investigades —militars, clergues, funcionaris públics i persones de totes les classes socials. D'aquestes, quaranta-nou en van ser detingudes. La majoria va abjurar del moviment, intentant demostrar la seva innocència.

## Càstig

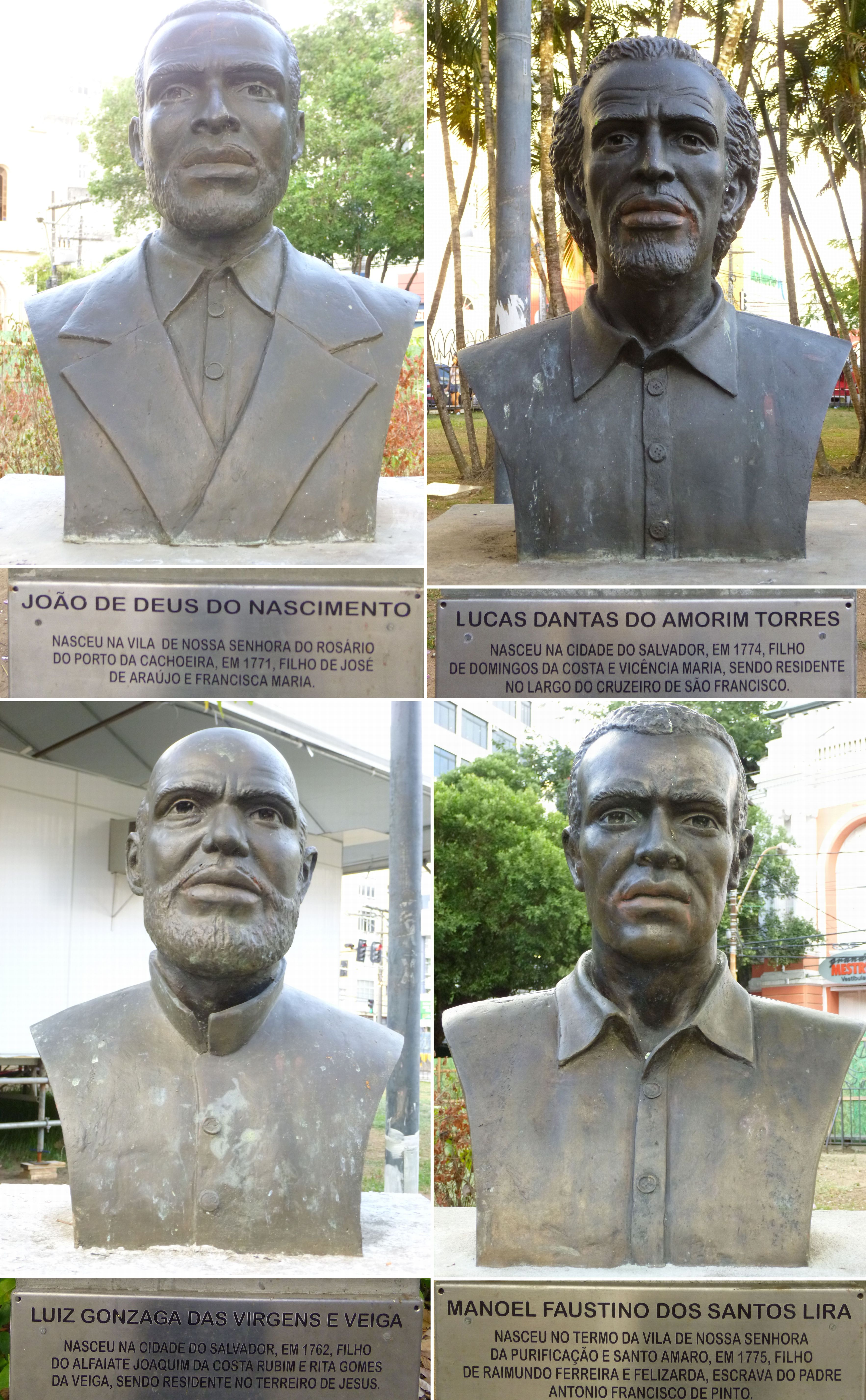
Busts dels quatre sentenciats a la forca: els Màrtirs de la Conjuració bahiana.

L'Orde dels Carmelites Descalços va ser convocada per les autoritats per prendre confessió i acompanyar els empresonats. Es conserven alguns d'aquests testimonis, com els que va recopilar el frare José do Monte Carmelo. El religiós va relatar, per exemple, que Manuel Faustino va intentar suïcidar-se diverses vegades per «la influència nefasta del dimoni», relat que també havia sentit dir a d'altres presos. Dos condemnats més, João de Deus i Luiz Gonzaga, haurien fingit brots psicòtics en vàries ocasions. Va constatar com molts dels condemnats es van apropar més a la fe cristiana.
El dia 8 de novembre de 1799 es va procedir a l'enforcament dels condemnats a pena capital, en el següent ordre: soldat Lucas Dantas do Amorim Torres, aprenent de sastreria Manuel Faustino dos Santos Lira, soldat Luís Gonzaga das Virgens i sastre João de Deus Nascimento. La sentència dictaminava que els condemnats i els seus descendents, fins a la tercera generació, fossin repudiats.
Hi va haver un cinquè condemnat a mort, l'orfebre Luís Pires, qui havia destapat la conjuració després de ser detingut repartint pamflets. Pires va poder fugir del presidi i mai va ser localitzat.
Segons la narració del frare, les tropes militars van ocupar la plaça i hi va haver una àmplia presència del poble. També hi va haver una banda de cornetes i tambors. La cerimònia va començar al voltant de les 11 hores, amb els presos caminant amb les mans emmanillades a l'esquena. Les despulles dels executats van ser repartides per diversos punts de Salvador. A causa de la calor intensa de Salvador, les restes aviat van entrar en descomposició. Segons el frare, la ciutat va ser presa per aus carronyaires. El dia 11 de novembre de 1799, explica que «l'aire de la ciutat era irrespirable; la podridura havia envaït les cases i la ciutadania temia per la seva salut». Aquestes despulles van restar exposades, per donar exemple a la població, durant cinc dies, i foren recollides el dia 13 per la Santa Casa de Misericòrdia (la institució responsable pels cementiris a l'època del Brasil Colònia), que els va fer sepultar en un lloc desconegut.
Els encausats que van ser condemnats a la pena de bandejament van haver de complir-la en la costa occidental d'Àfrica, fora dels dominis de Portugal (per la seva part, els inconfidents si que havien pogut romandre en les colònies luses). Cadascun va rebre 500 fuetades al Pelourinho i després van ser conduïts a veure l'execució dels conjurats sentenciats a mort. Aquests eren: José de Freitas Sacota, Romão Pinheiro, Manuel de Santana, Inácio da Silva Pimentel, Luís de França Pires, José Félix da Costa i José do Sacramento.
Altres condemnats a penes de diversa índole, van ser Pedro Leão de Aguilar Pantoja (10 anys de presó); els esclaus Cosme Damião Pereira Bastos (5 anys d'exili a Angola) i Inácio Pires i Manuel José de Vera Cruz (500 fuetades més l'obligació de ser venuts fora de la Capitania); el soldat José Raimundo Barata de Almeida (degradat i destinat a l'illa de Fernando de Noronha); els tinents Hermógenes Francisco de Aguilar Pantoja i José Gomes de Oliveira Borges (6 mesos de presó) i el metge Cipriano Barata (detingut entre setembre de 1798 i gener de 1800).

## Conclusió
El moviment va involucrar individus de classe baixa i marginal, que es van revoltar contra un sistema que els impossibilitava qualsevol aspiració d'ascens social. Les seves reivindicacions eren particularment perturbadores per a la monarquia i l'elit colonial. La revolta va resultar en un dels moviments populars més ambiciosos del període colonial, proposant idealment una nova societat igualitària i democràtica. Sense ni tan sols arribar a prendre forma, va ser bàrbarament castigat per la Corona.
La conjuració, no obstant, va deixar profundes marques en la societat soteropolitana, de tal manera que el moviment independentista va ressorgir novament el 1821. Aquest culminaria en la guerra per la Independència de Bahia, que va finalitzar el 2 de juliol de 1823 amb la victòria bahiana sobre les tropes portugueses i la incorporació de la capitania a l'Imperi del Brasil.
Els quatre condemnats a mort són coneguts en els nostres dies com els Màrtirs de la Conjuració bahiana i des de 2012 formen part del Llibre dels Herois i Heroïnes de la Pàtria, el memorial de Brasília que acull les personalitats brasileres que van treballar i lluitar per defensa els valors nacionals.